# Erasmus Bartholin
Erasmus Bartholin (Roskilde, 13 de agosto de 1625 — Copenhague, 4 de novembro de 1698) foi um cientista dinamarquês.